# Кожабаев, Бакдаулет Багланович
Бакдауле́т Багла́нович Кожаба́ев (19 июня 1992, Чимкент) — казахстанский футболист, защитник.

## Биография
Родился 19 июня 1992 года в Шымкенте. Первым профессиональным клубом был «Ордабасы» в 2013 году. В 2014 году перешел на правах аренды в павлодарский «Иртыш». В 2016 году снова примкнул к рядам шымкентцев.

## Достижения
- Обладатель Кубка Казахстана: 2011
- Обладатель Суперкубка Казахстана: 2012